# VFF Sơn Hà Cup 2010
VFF Sơn Hà Cup 2010 là tên gọi chính thức của giải bóng đá quốc tế VFF (VFF Cup) năm 2010 do Liên đoàn bóng đá Việt Nam tổ chức dưới sự tài trợ chính của Công ty Cổ phần Quốc tế Sơn Hà. Giải diễn ra từ ngày 2 tháng 11 đến ngày 6 tháng 11 năm 2010. Theo truyền thống thì VFF Cup là nơi gặp gỡ giữa hai đội tuyển Việt Nam và Thái Lan. Tuy nhiên Thái Lan đã từ chối tham gia giải lần này làm ban tổ chức gặp khó khăn. Cuối cùng với sự góp mặt của Singapore, Sinh viên Hàn Quốc và CHDCND Triều Tiên người ta tin rằng chất lượng của giải vẫn đảm bảo.

## Địa điểm thi đấu
Tất cả các trận đấu diễn ra tại Sân vận động Quốc gia Mỹ Đình, Hà Nội.

## Thành phần tham dự
- CHDCND Triều Tiên
- Việt Nam
- Singapore
- Sinh viên Hàn Quốc

## Lịch thi đấu và kết quả
Bốn đội đấu vòng tròn một lượt tính điểm xếp hạng.
Giờ thi đấu tính theo giờ địa phương (UTC +7)
|  | Đội vô địch và á quân.  |
|  | Đội hạng ba và hạng tư. |

| Đội tuyển          | St | T | H | B | Bt | Bb | Hs | Điểm |
| ------------------ | -- | - | - | - | -- | -- | -- | ---- |
| CHDCND Triều Tiên  | 3  | 2 | 1 | 0 | 5  | 2  | +3 | 7    |
| Singapore          | 3  | 1 | 1 | 1 | 4  | 3  | +1 | 4    |
| Sinh viên Hàn Quốc | 3  | 1 | 1 | 1 | 3  | 3  | 0  | 4    |
| Việt Nam           | 3  | 0 | 1 | 2 | 1  | 5  | −4 | 1    |

Tóm tắt các trận đấu
| CHDCND Triều Tiên                | 2 – 1    | Singapore |
| -------------------------------- | -------- | --------- |
| Ri Myong Jun 80' · Al Il Bom 90' | Chi tiết | Duric 41' |

| Việt Nam | 0 – 2    | Sinh viên Hàn Quốc                  |
| -------- | -------- | ----------------------------------- |
|          | Chi tiết | Jung Woo Young 62' · Kim Min Je 90' |

| CHDCND Triều Tiên | 1 – 1    | Sinh viên Hàn Quốc            |
| ----------------- | -------- | ----------------------------- |
| Ri Myong Jun 3'   | Chi tiết | Jung Woo Young 37' (phạt đền) |

| Singapore      | 1 – 1    | Việt Nam   |
| -------------- | -------- | ---------- |
| Thi Giai Ý 25' | Chi tiết | Tài Em 76' |

| Singapore      | 2 – 0    | Sinh viên Hàn Quốc |
| -------------- | -------- | ------------------ |
| Duric 43', 58' | Chi tiết |                    |

| Việt Nam | 0 – 2    | CHDCND Triều Tiên                |
| -------- | -------- | -------------------------------- |
|          | Chi tiết | An Il Bom 56' · Rin Jin Hyok 68' |